# Major (Familienname)
Major ist ein Familienname.
Major ist eine Form von Meier. Varianten, Bedeutung und Verbreitung siehe dort.

## Namensträger
- Albert Major (1878–1957), deutscher Lehrer, Grafiker und Maler
- André Major (* 1942), kanadischer Autor und Literaturkritiker
- Anya Major (* 1966), englische Sängerin, Darstellerin und Model
- Billy Major (* 1996), britischer Skirennläufer
- Charles Immanuel Forsyth Major (1843–1923), schottisch-britischer, Schweizer Zoologe und Paläontologe
- Claudia Major (* 1976), deutsche Politikwissenschaftlerin
- Clemens Major (1847–1930), deutscher Lehrer und Kartograph
- Elliot Woolfolk Major (1864–1949), US-amerikanischer Politiker
- Emil Major (1879–1947), deutsch-schweizerischer Kunsthistoriker, Archäologe, Konservator und Museumsdirektor
- Ervin Major (1901–1967), ungarischer Musikwissenschaftler und Komponist
- Georg Major (Georg Meier; 1502–1574), deutscher lutherischer Theologe
- Grant Major (* 1955), neuseeländischer Szenenbildner
- Gyula Major (1859–1925), ungarischer Pianist, Musiklehrer und Komponist
- Herbert Major (1910–2009), deutscher Autor
- István Major (1949–2014), ungarischer Hochspringer
- James Earl Major (1887–1972), US-amerikanischer Jurist und Politiker
- Johann Major (Theologe) (1533–1600), deutscher lutherischer Theologe und Humanist
- Johann Daniel Major (1634–1693), deutscher Universalgelehrter
- Johannes Major (Theologe) (1564–1654), deutscher evangelischer Theologe
- Johannes Tobias Major (1615–1655), deutscher lutherischer Theologe
- John Major (Theologe) (um 1467–1550), schottischer Theologe
- John Major (* 1943), britischer Premierminister
- John Richardson Major (1797–1876), britischer Altphilologe
- József Major (* 1979), ungarischer Duathlet und Triathlet
- Kate Major (* 1977), australische Triathletin
- Kathleen Major (1906–2000), britische Historikerin
- Ladislav Major (* 1935), Philosoph
- Léo Major (1921–2008), kanadischer Soldat
- Les Major (1926–2001), englischer Fußballspieler
- Louis Major (1902–1985), belgischer Gewerkschafter und Politiker
- Malvina Major (* 1943), neuseeländische Opernsängerin in den Stimmlagen Sopran und Mezzosopran
- Mark Major (* 1970), kanadischer Eishockeyspieler
- Philip Major (* 1988), kanadischer Rennfahrer
- Ralph Hermon Major (1884–1970), US-amerikanischer Mediziner und Medizinhistoriker
- René Major (* 1932), französischer Psychiater und Psychoanalytiker
- Richard Henry Major (1818–1891), britischer Geograph und Historiker
- Sámuel Major (* 2002), ungarischer Fußballspieler
- Samuel C. Major (1869–1931), US-amerikanischer Politiker
- Sándor Major (* 1965), ungarischer Ringer
- Sarah Major (* 1988), neuseeländische Schauspielerin
- Theodore Major (1908–1999), britischer Künstler
- Thomas Major (1720–1799), britischer Graveur und Grafiker
- Travis Major (* 1990), australischer Fußballspieler
- Veronika Major (* 1997), ungarische Sportschützin
- Wilhelm Major (1890–1931), deutscher Leichtathlet

## Pseudonym
- Waldemar Fydrych (* 1953), polnischer Happeningkünstler
- Klaus Heuser (* 1957), deutscher Musiker